# Hiroshi Aoyama

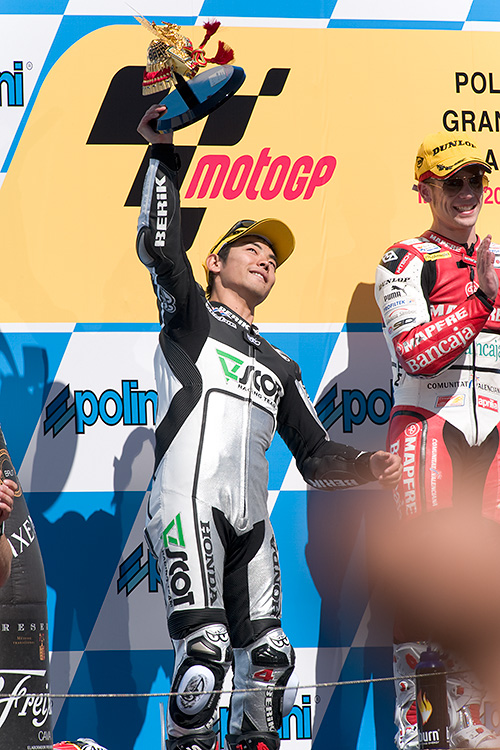
Aoyama 2009

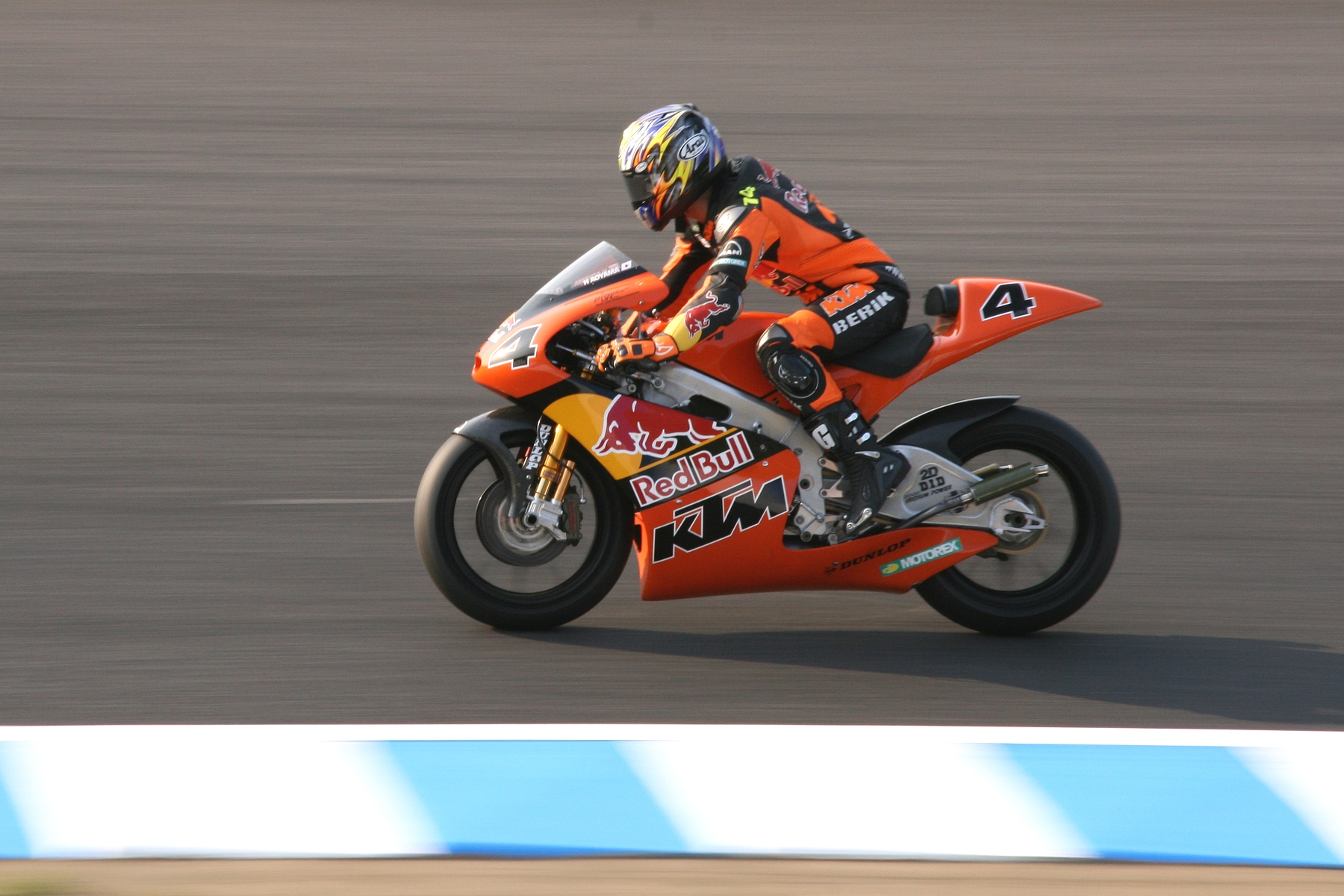
Aoyama 2007 auf KTM

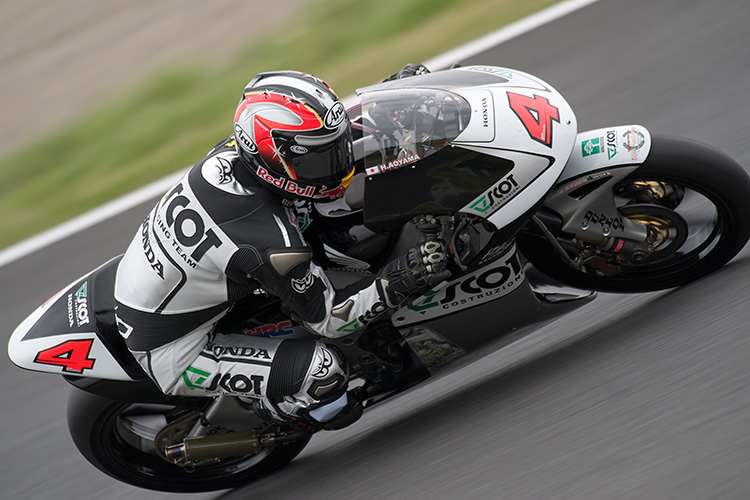
Aoyama 2009 auf Honda beim Großen Preis von Japan

Hiroshi Aoyama (jap. 青山 博一, Aoyama Hiroshi; * 25. Oktober 1981 in Ichihara) ist ein ehemaliger japanischer Motorradrennfahrer.
In der Saison 2009 wurde er Weltmeister in der 250-cm³-Klasse und damit letzter Viertelliter-Weltmeister der Geschichte. Sein jüngerer Bruder Shūhei Aoyama ist ebenfalls Motorradrennfahrer.

## Karriere
Hiroshi Aoyama saß das erste Mal mit fünf Jahren auf einem Motorrad. Damals begleitete ihn sein Vater auf eine Pocketbike Rennstrecke. Seit diesem Zeitpunkt sind Motorräder der Mittelpunkt seines Lebens.
Mit 14 Jahren wurde er ein Teil von Okegawa Zyuku, wo er sehr viel über Motorräder lernte und viele Erfahrungen mit Mini-Bikes, Motocross und ähnlichem machen durfte. Als 18-Jähriger trat er dem Team Harc-Pro bei und nahm an der japanischen 250-cm³-Meisterschaft teil. Seit Debüt in der Motorrad-Weltmeisterschaft gab er mit einem achten Platz beim Pazifik-Grand-Prix Motorrad-Weltmeisterschaft 2000 auf einer Honda.
Von 2001 bis 2003 startete er als Wildcard-Pilot jeweils bei den beiden in Japan ausgetragenen WM-Läufen. 2003 gelang ihm der zweite Rang beim Grand Prix von Japan in Suzuka und der Titelgewinn in der 250-cm³-Klasse des japanischen Meisterschaft. Dieser erste Erfolg ermöglichte ihm auch den Eintritt in das internationale Geschehen und somit startete er in den Saisons 2004 und 2005 als erster "Scholarship Rider" als permanenter Fahrer für das Telefónica Movistar Honda 250-Team an der Seite von dem Spanier Dani Pedrosa, der in diesen beiden Jahren den WM-Titel gewinnen konnte. Im ersten Jahr gelangen ihm zwei dritte Plätze und der sechste Rang im Gesamtklassement. 2005 gewann Hiroshi Aoyama beim Großen Preis von Japan sein erstes Rennen, mit insgesamt drei Podiumsplatzierungen wurde er in diesem Jahr Vierter in der WM.
Zur Saison 2006 wechselte Aoyama innerhalb der 250-cm³-Klasse zum österreichischen Red-Bull-KTM-Werksteam. Er gewann die Großen Preise in der Türkei und in Japan, feierte insgesamt sieben Podiumsplatzierungen und wiederholte den vierten Gesamtrang des Vorjahres. 2007 ging der Japaner weiterhin auf KTM an den Start. Nach einem mittelmäßigen Saisonstart gelang ihm beim Großen Preis von Deutschland am Sachsenring sein erster Saisonsieg. Später folgte noch ein weiterer Sieg beim Rennen in Malaysia. Mit 160 Zählern belegte Hiroshi Aoyama in dieser Saison den sechsten WM-Gesamtrang. Auch 2008 startete Hiroshi Aoyama in der 250er-Klasse für KTM und wurde mit zwei zweiten Plätzen als besten Resultaten Siebenter in der Weltmeisterschaft.
Nach dem Rückzug von KTM aus der Viertelliter-Weltmeisterschaft zum Ende der Saison 2008 wechselte Aoyama 2009 in das italienische Scot-Honda-Team, wo er an der Seite des Italieners Raffaele De Rosa startete. Der Japaner beendete alle 17 Saisonrennen unter den besten acht, feierte vier Siege sowie insgesamt sieben Podestplätze. Damit konnte er beim letzten Saisonlauf, dem Großen Preis von Valencia, mit 22 Zähler Vorsprung auf den spanischen Aprilia-Piloten Héctor Barberá den Gewinn des 250-cm³-WM-Titels feiern. Hiroshi Aoyama wurde damit letzter Weltmeister in der Geschichte der seit 1949 Viertelliter-Klasse, da diese ab 2010 durch die Moto2-Kategorie abgelöst wurde.
In der Saison 2010 ging Hiroshi Aoyama für das Team Interwetten Honda MotoGP auf Honda RC212V in der MotoGP-Klasse an den Start. Am Wochenende des Grand Prix von Großbritannien in Silverstone brach er sich jedoch im Aufwärmtraining am Sonntag vor dem Rennen den 12. Brustwirbel und musste daher sechs Rennen aussetzten. Seine Rückkehr feierte er beim Großen Preis von Indianapolis, nur zehn Wochen nach dem schweren Unfall.
Bei seinen 133 Starts in der Motorrad-WM gelangen Hiroshi Aoyama neun Siege, 27 Podiumsplätze, acht Pole-Positions, sowie elf Schnellste Rennrunden.

## Statistik

### Erfolge
- 2003 – Japanischer 250-cm³-Meister auf Honda
- 2009 – 250-cm³-Weltmeister auf Honda
- 9 Grand-Prix-Siege

### In der Motorrad-Weltmeisterschaft
| Saison | Klasse  | Motorrad       | Rennen | Siege | Podien | Poles | Punkte | Ergebnis    |
| ------ | ------- | -------------- | ------ | ----- | ------ | ----- | ------ | ----------- |
| 2000   | 250 cm³ | Honda NSR 250  | 1      | –     | –      | –     | 8      | 28.         |
| 2001   | 250 cm³ | Honda          | 2      | –     | –      | –     | 3      | 28.         |
| 2002   | 250 cm³ | Honda          | 2      | –     | –      | –     | 9      | 27.         |
| 2003   | 250 cm³ | Honda          | 2      | –     | 1      | 1     | 31     | 15.         |
| 2004   | 250 cm³ | Honda          | 16     | –     | 2      | –     | 128    | 6.          |
| 2005   | 250 cm³ | Honda          | 16     | 1     | 4      | 2     | 180    | 4.          |
| 2006   | 250 cm³ | KTM            | 16     | 2     | 7      | 1     | 193    | 4.          |
| 2007   | 250 cm³ | KTM            | 17     | 2     | 4      | 1     | 160    | 6.          |
| 2008   | 250 cm³ | KTM            | 16     | –     | 2      | 1     | 139    | 7.          |
| 2009   | 250 cm³ | Honda          | 16     | 4     | 7      | 2     | 261    | Weltmeister |
| 2010   | MotoGP  | Honda RC212V   | 12     | –     | –      | –     | 53     | 15.         |
| 2011   | MotoGP  | Honda RC212V   | 17     | –     | –      | –     | 98     | 10.         |
| 2012   | MotoGP  | BQR            | 1      | –     | –      | –     | 3      | 25.         |
| 2013   | MotoGP  | FTR            | 16     | –     | –      | –     | 13     | 20.         |
| 2014   | MotoGP  | Honda RCV1000R | 18     | –     | –      | –     | 68     | 14.         |
| 2015   | MotoGP  | Honda RC213V   | 3      | –     | –      | –     | 5      | 25.         |
| 2016   | MotoGP  | Honda RC213V   | 2      | –     | –      | –     | 1      | 25.         |
| 2017   | MotoGP  | Honda RC213V   | 1      | –     | –      | –     | –      | 30.         |
| Gesamt | Gesamt  | Gesamt         | 173    | 9     | 27     | 8     | 1353   |             |

### In der Superbike-Weltmeisterschaft
| Saison | Motorrad | Rennen | Siege | Podien | Poles | Punkte | Ergebnis |
| ------ | -------- | ------ | ----- | ------ | ----- | ------ | -------- |
| 2012   | Honda    | 26     | –     | –      | –     | 61,5   | 18.      |
| Gesamt | Gesamt   | 26     | –     | –      | –     | 61,5   |          |